# Frente Unido Nacional de Kampuchea
El Frente Unido Nacional de Kampuchea (en francés: Front uni national du Kampuchéa; en camboyano: រណសិរ្សរួបរួមជាតិកម្ពុជា, romanizado: ronsersa ruobruom cheate Kampouchea), también llamado Frente Unido Nacional Khmer (en francés: Front uni national khmer) y comúnmente llamado por su acrónimo francés FUNK, fue una organización político-militar de Camboya formada por el depuesto jefe de Estado, príncipe Norodom Sihanouk en 1970, durante la guerra civil camboyana y su exilio en Pekín, China.

## Historia
El frente se fundó como la organización paraguas de las fuerzas opuestas al poder del general Lon Nol que derrocó al príncipe Norodom en 1970 proclamando la República Jemer; aunque el Partido Comunista de Kampuchea (PCK) y su brazo armado la guerrilla Jemeres Rojos formó la fuerza militar básico del frente.  Aparte de los comunistas, había dos facciones distintas que participaron en la insurgencia: los realistas pro-Sihanouk (Khmer Rumdo), que nunca tuvieron el poder real en el frente, y en segundo lugar los cuadros pro-Vietnam del Norte Khmer Issarak.
Los territorios controlados por la guerrilla estaban nominalmente gobernados por el Gobierno Real de Unión Nacional de Kampuchea (GRUNK). El gobierno estaba en Pekín. Sihanouk seguía siendo el jefe de Estado en ese gobierno, Penn Nouth era el primer ministro y Khieu Samphan, el vice primer ministro, también era ministro de Defensa y comandante en jefe de las fuerzas del GRUNK. La posibilidad de explotar la adherencia tradicional de las masas campesinas a la monarquía de Camboya ayudó mucho a los Jemeres Rojos para reclutar miembros para su guerrilla.  China, la Unión Soviética y Vietnam del Norte respaldaron al 'Gobierno Real', mientras que Vietnam del Norte mantuvo una postura más pro-Sihanouk cuando los Jemeres Rojos comenzó a consolidar sus posiciones en 1971. El depuesto rey mantuvo el liderazgo del FUNK y fue jefe nominal de Estado hasta la victoria de los Jemeres Rojos sobre Lon Nol en 1975.